# Ondřej Sukup
Ondřej Sukup (* 8. prosince 1988, Uherské Hradiště, Československo) je český fotbalový obránce, od roku 2024 hráč rakouského USG Alpenvorland. Mimo ČR působil na klubové úrovni v Bulharsku.

## Klubová ariéra
Svoji fotbalovou kariéru začal ve Slovácku, odkud odešel do FK Šardice. V roce 2010 zamířil do 1. SC Znojmo. V zimním přestupovém období sezony 2013/2014 podepsal smlouvu se Sigmou Olomouc. V září 2013 odešel na hostování s opcí do konce sezony do Baníku Ostrava. Po skončení ročníku mužstvo uplatnilo předkupní právo a podepsalo s hráčem kontrakt do 30. 6. 2016.
V létě 2016 podepsal smlouvu s bulharským prvoligovým klubem PFK Černo More Varna. Zde působil až do ledna 2018, kdy se vrátil do České republiky a podepsal kontrakt s FC Zbrojovka Brno.